# KIPI
Kipi (KDE Image Plugin Interface) é um projecto de código aberto que tem como objetivo construir um conjunto de plugins comum para as aplicações gráficas do KDE. O projecto foi baseado na antiga estrutura de plugins do DigiKam e é mantido pela equipa de desenvolvimento do DigiKam, contando com contribuições de outros projectos que o usam.
Além do DigiKam, várias outras aplicações tiram partido das ferramentas Kipi, nomeadamente o KPhotoAlbum, o Gwenview e o Showimage.

## Plugins
Actualmente o Kipi disponibiliza muitas ferramentas para manipulação de imagens, das quai se podem destacar as seguintes:
- Aquisição de imagens
- Processamento em batch
- Impressão de calendários a partir de uma selecção de fotos
- Arquivo de imagens para CD
- Procurar imagens semelhantes.
- Exportar imagens para o Flickr
- Sincronização das imagens com dados de GPS
- Exportar imagens para álbuns HTML
- Exportar imagens para iPod
- Operações sobre imagens JPEG sem perda de qualidade
- Cliente de Kamera
- Edição de metadata
- Codificaço de imagens em formato MPEG (para ver num televisor)
- Gestão de impressão de imagens
- Conversão de imagens em formato RAW
- Enfio de imagens por correio eletrónico
- Exportar para Simpleviewer
- Apresentação de slides
- Ajuste da hora e data nas imagens (data dos ficheiros e/ou EXIF)